# Cyclone tropical
«  Ouragan » et «  Typhon » redirigent ici. Pour les autres significations, voir Ouragan (homonymie) et Typhon (homonymie).
Pour les articles homonymes, voir Cyclone (homonymie).
Cette page contient des caractères spéciaux ou non latins. S’ils s’affichent mal (▯, ?, etc.), consultez la page d’aide Unicode.
Vous lisez un « bon article » labellisé en 2008.
Un cyclone tropical est un type de cyclone (dépression) qui prend forme dans les océans de la zone intertropicale à partir d'une perturbation atmosphérique qui s'organise en dépression tropicale puis en tempête. Son stade final est connu sous divers noms à travers le monde : ouragan dans l'Atlantique nord et le Pacifique nord-est, typhon dans le Pacifique nord-ouest et cyclone dans les autres bassins océaniques.
Structurellement, un cyclone tropical est une large zone de nuages d'orage en rotation accompagnée de vents forts. On peut les classer dans la catégorie des systèmes convectifs de méso-échelle puisqu'ils ont un diamètre inférieur à une dépression classique, dite « synoptique », et que leur source d'énergie principale est le dégagement de chaleur latente causé par la condensation de la vapeur d'eau en altitude dans leurs orages. Le cyclone tropical est semblable à une machine thermique, au sens de la thermodynamique. Le dégagement de chaleur latente dans les niveaux supérieurs de la tempête élève la température à l'intérieur du cyclone de 15 à 20 °C au-dessus de la température ambiante dans la troposphère à l'extérieur du cyclone. Pour cette raison, les cyclones tropicaux sont des tempêtes à « noyau chaud ».
Les cyclones tropicaux sont redoutés pour le caractère destructeur de leurs pluies torrentielles et de leurs vents. Ils sont classés parmi les risques naturels les plus courants et font chaque année des centaines, voire des milliers de victimes. Les régions les plus menacées ont mis en place des mesures de surveillance météorologique, coordonnée par l'Organisation météorologique mondiale, ainsi que des programmes de recherche et de prévision de la trajectoire et la vitesse de déplacement des cyclones.

## Classification et terminologie

### Origine du terme

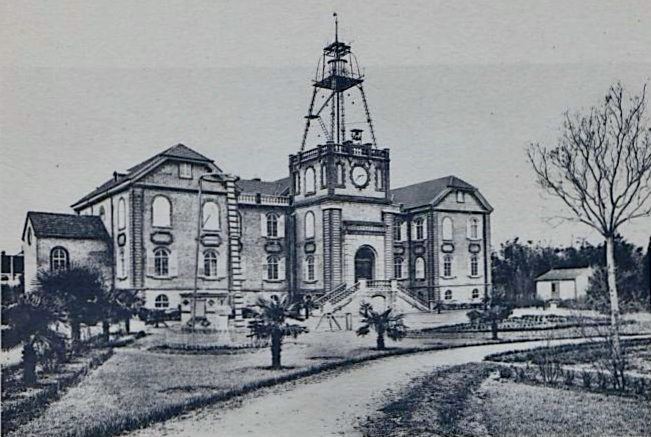
L'Observatoire de Zi-Ka-Wei près de Shanghaï : le bâtiment météorologique vers 1925.

Le terme cyclone, appliqué aux cyclones tropicaux, a été forgé par le Capitaine de navire anglais Henry Piddington (1797 – 1858) à la suite de ses études sur la terrible tempête tropicale de 1789, qui avait tué plus de 20 000 personnes dans la ville côtière indienne de Coringa. En 1844, il publia ses travaux sous le titre The Horn-book for the Law of Storms for the Indian and China Seas (« Mémoires sur les tempêtes de l'Inde »).
Les marins du monde reconnurent la grande qualité de ses travaux et le nommèrent président de la Marine Court of Inquiry (Cour de marine) de Calcutta. En 1848, dans une nouvelle version agrandie et complétée de son livre, The Sailor's Horn-book for the Law of Storms (« Guide du marin sur la loi des tempêtes »), ce pionnier de la météorologie compara le phénomène météorologique à un serpent s'enroulant en cercle, kyklos en grec, d'où cyclone,.
Louis Froc (1859-1932) a été surnommé le « père ou le prêtre des typhons » pour avoir organisé le premier réseau d'observation permettant de prévoir et suivre les typhons en mer de Chine à la fin du XIXe siècle et au début du XXe siècle,.

### Nomenclature

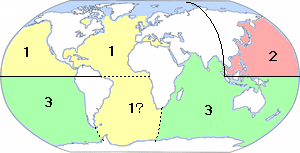
Noms donnés aux cyclones tropicaux par bassin: 1) Ouragan 2) Typhon 3) Cyclone.

Les cyclones tropicaux sont divisés en trois stades de vie : les dépressions tropicales, les tempêtes tropicales et un troisième groupe dont le nom varie selon les régions. Ces stades sont en fait trois niveaux d'intensité et d'organisation qu'un cyclone tropical peut ou non atteindre. On retrouve donc dans l'ordre croissant d'intensité :
- la dépression tropicale. C'est un système organisé de nuages, d'eau et d'orages avec une circulation cyclonique fermée en surface et des vents dont la vitesse maximale est inférieure à 17 m/s (soit 63 km/h) ;
- la tempête tropicale. C'est un système cyclonique dont les vents ont une vitesse maximum comprise entre 17 et 33 m/s (soit entre 63 et 117 km/h) ;
- l'ouragan/typhon/cyclone. C'est un système cyclonique dont les vents ont une vitesse qui excède 33 m/s (environ 118 km/h) et qui a un œil dégagé en son centre.

Le terme utilisé pour désigner les cyclones tropicaux supérieurs varie selon les régions, comme suit :
- ouragan dans l'Atlantique Nord et l'océan Pacifique à l'est de la ligne de changement de date. L'origine du mot est contestée : d'huricán, du caraïbe pour « dieux du mal »[8],[9] ou « dieu des tempêtes »[10], ou encore de l'arawak huracana signifiant « vent d'été ». Jean-Arnaud Bruneau de Rivedoux évoque, en 1572, « ce vent nommé Uracan [qui] souffle ordinairement aux mois d’août, septembre & octobre, és environ des Isles de Navace & Jamaïque, à quelque six-vingts lieues de l’Isle S. Dominique. Ce mot Uracan est un vocable des insulaires lequel signifie en leur langue les quatre vents joints ensemble & soufflant l’un contre l’autre. »[11] ;
- typhon dans le Pacifique Nord à l'ouest de la ligne de changement de date. Le mot viendrait du grec ancien Τυφών / tuphōn, un monstre de la mythologie grecque responsable des vents chauds et qui aurait voyagé vers l'Asie par l'arabe (tûfân) puis récupéré par les navigateurs portugais (tufão). D'autre part, les Chinois utilisent 颱風 (« grand vent »), prononcé tai fung en cantonais[12] et le Japonais donne sur le même étymon taifû ;
- cyclone tropical dans le Pacifique Sud et dans l'océan Indien. Cependant, on utilise localement le terme de forte tempête tropicale dans l'océan Indien Nord ;
- dans l'Atlantique Sud, le terme à utiliser n'est pas déterminé. Jusqu'à présent, on n'a répertorié qu'un seul système de ce type en raison des conditions défavorables dans cette région.

Cette terminologie est définie par l'Organisation météorologique mondiale (OMM). En d'autres endroits dans le monde, les cyclones tropicaux ont reçu les noms de baguio aux Philippines, de chubasco au Mexique et taino en Haïti. Le terme willy-willy retrouvé souvent dans la littérature comme un terme local en Australie est erroné car il désigne en fait un tourbillon de poussière,.

### Catégories

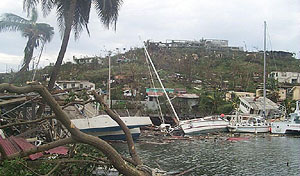
Destructions à la Grenade par l'ouragan Ivan en septembre 2004.

Les conditions d'apparition d'un cyclone tropical sont une perturbation météorologique préexistante, des mers tropicales chaudes, de l'humidité et des vents relativement faibles en altitude. Si les conditions requises persistent suffisamment longtemps, elles peuvent se combiner pour produire les vents violents, les vagues élevées, les pluies torrentielles et les inondations qui sont associées à ce phénomène.
Comme mentionné antérieurement, le système devient d'abord une dépression tropicale, puis une tempête et on utilise ensuite des catégories d'intensité qui varient selon le bassin. La définition de vents soutenus, recommandée par l'OMM, pour cette classification est une moyenne sur dix minutes. Cette définition est adoptée par la plupart des pays, mais quelques pays utilisent une période de temps différente. Les États-Unis, par exemple, définissent les vents soutenus en vertu d'une moyenne d'une minute, mesurée à 10 mètres au-dessus de la surface.
Une échelle de 1 à 5 est utilisée pour catégoriser les ouragans de l'Atlantique nord selon la force de leurs vents : l'échelle de Saffir-Simpson. Un ouragan de catégorie 1 a les vents les plus faibles, alors qu'un ouragan de catégorie 5 est le plus intense,. Dans d'autres bassins, on utilise une nomenclature différente que l'on retrouve dans le tableau ci-dessous.
| Classification des systèmes tropicaux sur le bassin (vent moyen sur 10 minutes, sauf sur 1 minute pour les centres américains), | Classification des systèmes tropicaux sur le bassin (vent moyen sur 10 minutes, sauf sur 1 minute pour les centres américains), | Classification des systèmes tropicaux sur le bassin (vent moyen sur 10 minutes, sauf sur 1 minute pour les centres américains), | Classification des systèmes tropicaux sur le bassin (vent moyen sur 10 minutes, sauf sur 1 minute pour les centres américains), | Classification des systèmes tropicaux sur le bassin (vent moyen sur 10 minutes, sauf sur 1 minute pour les centres américains), | Classification des systèmes tropicaux sur le bassin (vent moyen sur 10 minutes, sauf sur 1 minute pour les centres américains), | Classification des systèmes tropicaux sur le bassin (vent moyen sur 10 minutes, sauf sur 1 minute pour les centres américains), | Classification des systèmes tropicaux sur le bassin (vent moyen sur 10 minutes, sauf sur 1 minute pour les centres américains), | Classification des systèmes tropicaux sur le bassin (vent moyen sur 10 minutes, sauf sur 1 minute pour les centres américains), |
| Échelle de Beaufort | Vents soutenus sur 10 minutes (nœuds)                                                                                           | Océan Indien nord Service météorologique de l'Inde                                                                              | Océan Indien sud-ouest Météo-France                                                                                             | Australie Bureau de météorologie australien                                                                                     | Pacifique sud-ouest Fiji Meteorological Service                                                                                 | Pacifique nord-ouest Agence météorologique du Japon                                                                             | Pacifique nord-ouest Joint Typhoon Warning Center                                                                               | Pacific nord-est et Atlantique nord National Hurricane Center et Central Pacific Hurricane Center                               |
| --- | --- | --- | --- | --- | --- | --- | --- | --- |
| 0–6 | <28 | Dépression | Perturbation tropicale | Dépression tropicale | Dépression tropicale | Dépression tropicale | Dépression tropicale | Dépression tropicale |
| 7 | 28–29 | Dépression profonde | Dépression tropicale | Dépression tropicale | Dépression tropicale | Dépression tropicale | Dépression tropicale | Dépression tropicale |
| 7 | 30–33 | Dépression profonde | Dépression tropicale | Dépression tropicale | Dépression tropicale | Dépression tropicale | Tempête tropicale | Tempête tropicale |
| 8–9 | 34–47 | Tempête cyclonique | Tempête tropicale modérée | Cyclone tropical (1) | Cyclone tropical | Tempête tropicale | Tempête tropicale | Tempête tropicale |
| 10 | 48–55 | Tempête tropicale sévère | Forte tempête tropicale | Cyclone tropical (2) | Cyclone tropical | Tempête tropicale sévère | Tempête tropicale | Tempête tropicale |
| 11 | 56–63 | Tempête tropicale sévère | Forte tempête tropicale | Cyclone tropical (2) | Cyclone tropical | Tempête tropicale sévère | Typhon | Ouragan (1) |
| 12 | 64–72 | Tempête tropicale très sévère                                                                                                   | Cyclone tropical | Cyclone tropical sévère (3) | Cyclone tropical | Typhon | Typhon | Ouragan (1) |
| 12 | 73–85 | Tempête tropicale très sévère                                                                                                   | Cyclone tropical | Cyclone tropical sévère (3) | Cyclone tropical | Typhon | Typhon | Ouragan (2) |
| 12 | 86–89 | Tempête tropicale très sévère                                                                                                   | Cyclone tropical | Cyclone tropical sévère (4) | Cyclone tropical | Typhon | Typhon | Ouragan majeur (3) |
| 12 | 90–99 | Tempête tropicale très sévère                                                                                                   | Cyclone tropical intense | Cyclone tropical sévère (4) | Cyclone tropical | Typhon | Typhon | Ouragan majeur (3) |
| 12 | 100–106 | Tempête tropicale très sévère                                                                                                   | Cyclone tropical intense | Cyclone tropical sévère (4) | Cyclone tropical | Typhon | Typhon | Ouragan majeur (4) |
| 12 | 107–114 | Tempête tropicale très sévère                                                                                                   | Cyclone tropical intense | Cyclone tropical sévère (5) | Cyclone tropical | Typhon | Typhon | Ouragan majeur (4) |
| 12 | 115–119 | Tempête tropicale très sévère                                                                                                   | Cyclone tropical très intense                                                                                                   | Cyclone tropical sévère (5) | Cyclone tropical | Typhon | Super typhon | Ouragan majeur (4) |
| 12 | >120 | Super tempête cyclonique | Cyclone tropical très intense                                                                                                   | Cyclone tropical sévère (5) | Cyclone tropical | Typhon | Super typhon | Ouragan majeur (5) |

Le National Hurricane Center (le centre de prévision des cyclones tropicaux aux États-Unis) classifie les ouragans de catégorie 3 (178 km/h) et plus comme étant des ouragans majeurs. Le Joint Typhoon Warning Center classifie les typhons dont les vents atteignent au moins (241 km/h) comme étant des « super typhons ». Cependant, toute classification est relative, car des cyclones de catégories inférieures peuvent tout de même causer des dommages plus importants que ceux des catégories supérieures, selon l'endroit frappé et les dangers qu'ils provoquent. Les tempêtes tropicales peuvent elles aussi causer de graves dommages et des pertes en vies humaines, surtout en raison des inondations.

### Dénomination des cyclones
Le nom de baptême d'un cyclone se compose en italique. Le fait de donner un nom aux cyclones tropicaux remonte à plus de deux siècles (XVIIIe siècle). Cela répond au besoin de différencier chaque événement des précédents. Ainsi les Espagnols donnaient au cyclone le nom du saint patron du jour. Par exemple, les ouragans ayant frappé Porto Rico le 13 septembre 1876, puis à la même date en 1928, s'appellent tous les deux San Felipe (Saint-Philippe). Cependant, celui de 1928 avait frappé la veille la Guadeloupe et reste appelé sur cette île le « Grand Cyclone ».
La première utilisation de noms de personnes donnés à ces systèmes fut amorcée par Clement Lindley Wragge, un météorologiste australien du début du XXe siècle. Il prenait des prénoms de femmes, des noms de politiciens qu'il n'aimait pas, des noms historiques et mythologiques,.
L'armée américaine, du début du XXe siècle jusqu'à la Seconde Guerre mondiale, avait l'habitude d'utiliser l'alphabet phonétique des transmissions militaires avec l'année. De leur côté, les météorologistes de l'American Air Force (précurseur de la US Air Force) et de la US Navy du théâtre Pacifique, pendant la Seconde Guerre mondiale, donnaient des prénoms féminins aux cyclones tropicaux. En 1950, le système d'alphabet phonétique (Able, Baker, Charlie, etc.) fut officialisé dans l'Atlantique nord par le National Weather Service. En 1953, la liste répétitive fut remplacée par une autre liste utilisant exclusivement des prénoms féminins et en 1954, la liste précédente fut reprise mais il fut décidé de changer de liste chaque année.
Depuis 1979, à la suite des critiques des mouvements féministes, les ouragans reçoivent des prénoms alternativement masculins et féminins (en anglais, espagnol et français) dans le bassin atlantique. Un principe de cycles fut aussi établi : basé sur six ans et six listes, les années paires débutent par un prénom masculin, les années impaires par un prénom féminin. Ainsi la liste de 2000 est la même que celle de 1994 ; la liste de 2001 reprend celles de 1989 et 1995. Les six listes prévoient 21 prénoms courants de A à W mais sans Q ni U, plutôt pauvres en prénoms. Ensuite, il est prévu d'utiliser les lettres de l'alphabet grec. En 2005, année de record avec 27 cyclones, la liste fut totalement utilisée jusqu'à Wilma, puis jusqu'à la lettre grecque Zêta.
Comme les cyclones tropicaux ne se limitent pas au bassin Atlantique, des listes similaires sont élaborées pour les différents secteurs des océans Atlantique, Pacifique et Indien. Dans le bassin de l'océan Atlantique, le National Hurricane Center (NHC) de Miami est officiellement chargé de nommer les cyclones. Le bassin de l'océan Pacifique est divisé en plusieurs secteurs vu son étendue. Le NHC de Miami nomme ceux de la portion Est, le Central Pacific Hurricane Center de Honolulu baptise ceux du centre-nord, le centre japonais ceux du nord-ouest et le sud-ouest revient au bureau de météorologie australien (BOM) et aux centres météorologiques des Fidji et de Papouasie-Nouvelle-Guinée.
La dénomination dans l'océan Indien revient au BOM, au service météorologique indien et au centre météorologique de l'île Maurice, selon le secteur. Dans les secteurs nord, sous-continent indien et Arabie, les cyclones n'étaient pas nommés avant 2006 alors que ceux du secteur sud-ouest ont des noms depuis la saison 1960 - 1961.
Les noms restent des prénoms dans l'Atlantique nord et le Pacifique nord-est, mais ailleurs les différents pays soumettent à l'OMM des noms de fleurs, d'oiseaux, etc., pas nécessairement dans un ordre alphabétique. Lors de graves cyclones, les noms de ces derniers sont supprimés des listes et remplacés afin de ne pas choquer la population en lui rappelant de trop mauvais souvenirs. Ainsi, dans la liste 2004, Matthew a remplacé le nom de Mitch car l'ouragan Mitch tua environ 18 000 personnes en Amérique centrale en 1998.

## Lieux de formation

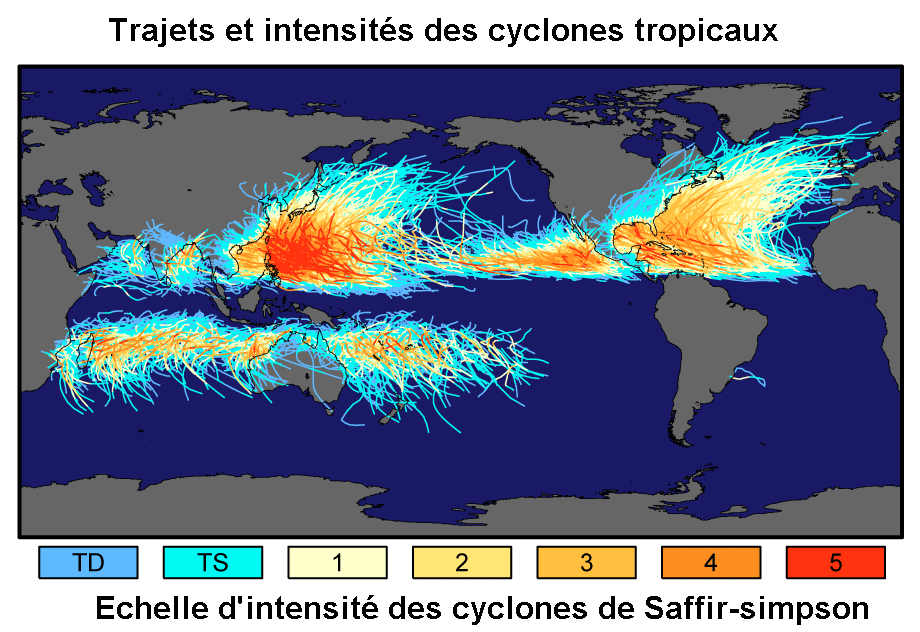
Carte montrant la trace de tous les cyclones tropicaux entre 1985 et 2005. La couleur correspond à l'échelle de Saffir-Simpson selon la légende indiquée. Un seul cyclone dans l'Atlantique Sud : c'est Catarina.

Presque tous les cyclones tropicaux se forment à moins de 30° de l'équateur et 87 % à moins de 20° de celui-ci. Comme la force de Coriolis donne aux cyclones leur rotation initiale, ceux-ci se développent cependant rarement à moins de 10° de l'équateur (la composante horizontale de la force de Coriolis est nulle à l'équateur). L'apparition d'un cyclone tropical à l'intérieur de cette limite est toutefois possible si une autre source de rotation initiale se manifeste. Ces conditions sont extrêmement rares et de telles tempêtes se produisent, croit-on, moins d'une fois par siècle.
La plupart des cyclones tropicaux apparaissent dans une bande d'orages tropicaux qui encercle le globe terrestre et qu'on appelle la zone de convergence intertropicale (ZCIT). Leur parcours affecte le plus souvent des zones au climat tropical et au climat subtropical humide. De par le monde, on rapporte en moyenne 80 cyclones tropicaux par année.

### Bassins principaux
| Bassin océanique                                             | Centre responsable |
| ------------------------------------------------------------ | --- |
| Atlantique nord                                              | National Hurricane Center (Miami) |
| Pacifique Nord-est                                           | National Hurricane Center (Miami) |
| Pacifique Centre-nord                                        | Central Pacific Hurricane Center (Honolulu) |
| Pacifique Nord-ouest                                         | Agence météorologique du Japon (Tokyo) |
| Pacifique Sud et Sud-ouest                                   | Fiji Meteorological Service (Nadi)† Meteorological Service of New Zealand Limited (Wellington) Papua New Guinea National Weather Service (Port Moresby)† Bureau of Meteorology (Darwin et Brisbane)† |
| Indien Nord                                                  | India Meteorological Department (New Delhi) |
| Indien Sud-ouest                                             | Météo-France (La Réunion) |
| Indien Sud-est                                               | Bureau of Meteorology† (Perth) Meteorology and Geophysical Agency of Indonesia (Jakarta)† |
| †: Indique un centre d'avertissements des cyclones tropicaux | |
|                                                              | |

On compte sept principaux bassins de formation des cyclones tropicaux :
- l'ouest du Pacifique Nord : les cyclones tropicaux dans cette région affectent souvent la Chine et Taïwan, le Japon et les Philippines. Ils y sont appelés typhons (du chinois :　台 风(taifeng)). C'est de loin le bassin le plus actif, comptant pour le tiers de tous les cyclones tropicaux dans le monde. Les agences météorologiques nationales, ainsi que le Joint Typhoon Warning Center (JTWC) sont responsables de l'émission des prévisions et des avertissements dans ce bassin ;
- l'est du Pacifique Nord : il s'agit de la deuxième zone la plus active au monde et de la plus dense (le plus grand nombre de tempêtes dans une zone relativement réduite d'océan). Les tempêtes qui se développent dans ce bassin peuvent atteindre l'ouest du Mexique, Hawaï et très rarement la Californie. Le Central Pacific Hurricane Center est responsable des prévisions pour la partie ouest de cette zone et le National Hurricane Center (NHC) , basé à Miami, est chargé de la partie est ;
- l'ouest du Pacifique Sud : les cyclones dans cette région affectent généralement l'Australie et l'Océanie. Ils sont suivis et prévus par l'Australie et la Nouvelle-Guinée. Ils atteignent parfois la Nouvelle-Calédonie ;
- le nord de l'océan Indien : on divise ce bassin en deux régions, le golfe du Bengale et la mer d'Arabie. Le golfe du Bengale domine le décompte, qui reçoit cinq à six fois plus de cyclones que la mer d'Arabie. Les cyclones qui se forment dans ce bassin sont historiquement les plus meurtriers. Notons particulièrement le cyclone de Bhola de 1970, qui fit 200 000 victimes. Les pays affectés par ce bassin incluent l'Inde, le Bangladesh, le Sri Lanka, la Thaïlande, la Birmanie et le Pakistan. Chacun de ces pays émet des prévisions et des avertissements. En de rares occasions, un cyclone provenant de ce bassin peut affecter la péninsule Arabique : en 1981 lorsqu'une tempête tropicale a touché le détroit d'Ormuz et le sultanat d'Oman et déversé des quantités d'eau totalement inhabituelles dans cette région (65 millimètres à Mascate) ;
- le sud-est de l'océan Indien : les cyclones apparaissant dans cette région affectent l'Australie et l'Indonésie. Ils sont suivis et prévus par ces pays. Ils touchent également les îles Cocos et l'ile Christmas ;
- le Sud-Ouest de l'océan Indien : il s'agit du bassin le moins bien compris, en raison d'un manque de données historiques. Ces cyclones affectent Madagascar, le Mozambique, l'île de La Réunion, l'ile Rodrigues, l'île Maurice, l'archipel des Comores (dont Mayotte), la Tanzanie et le Kenya. Les prévisions pour ces cyclones sont émises par le Centre météorologique régional spécialisé cyclones de La Réunion, service de Météo-France. Les baptêmes sont par contre réalisés par le centre météorologique de l'île Maurice et par celui de Madagascar ;
- l'Atlantique nord : c'est le bassin tropical le plus étudié. Il inclut l'océan Atlantique, la mer des Caraïbes et le golfe du Mexique. Le nombre de cyclones tropicaux formés dans ce bassin varie grandement d'une année à l'autre, entre un seul et une vingtaine. Ils y sont appelés ouragans (de l'espagnol huracán). Les États-Unis, le Mexique, l'Amérique centrale, les Caraïbes et le Canada peuvent être affectés par ces cyclones. Les prévisions pour ces cyclones sont émises pour tous les pays de la région par le NHC ; le Centre canadien de prévision des ouragans, basé à Halifax (Nouvelle-Écosse) émet des prévisions et des avertissements concernant les cyclones tropicaux qui menacent le territoire et les eaux canadiennes.

### Zones de formation inhabituelles

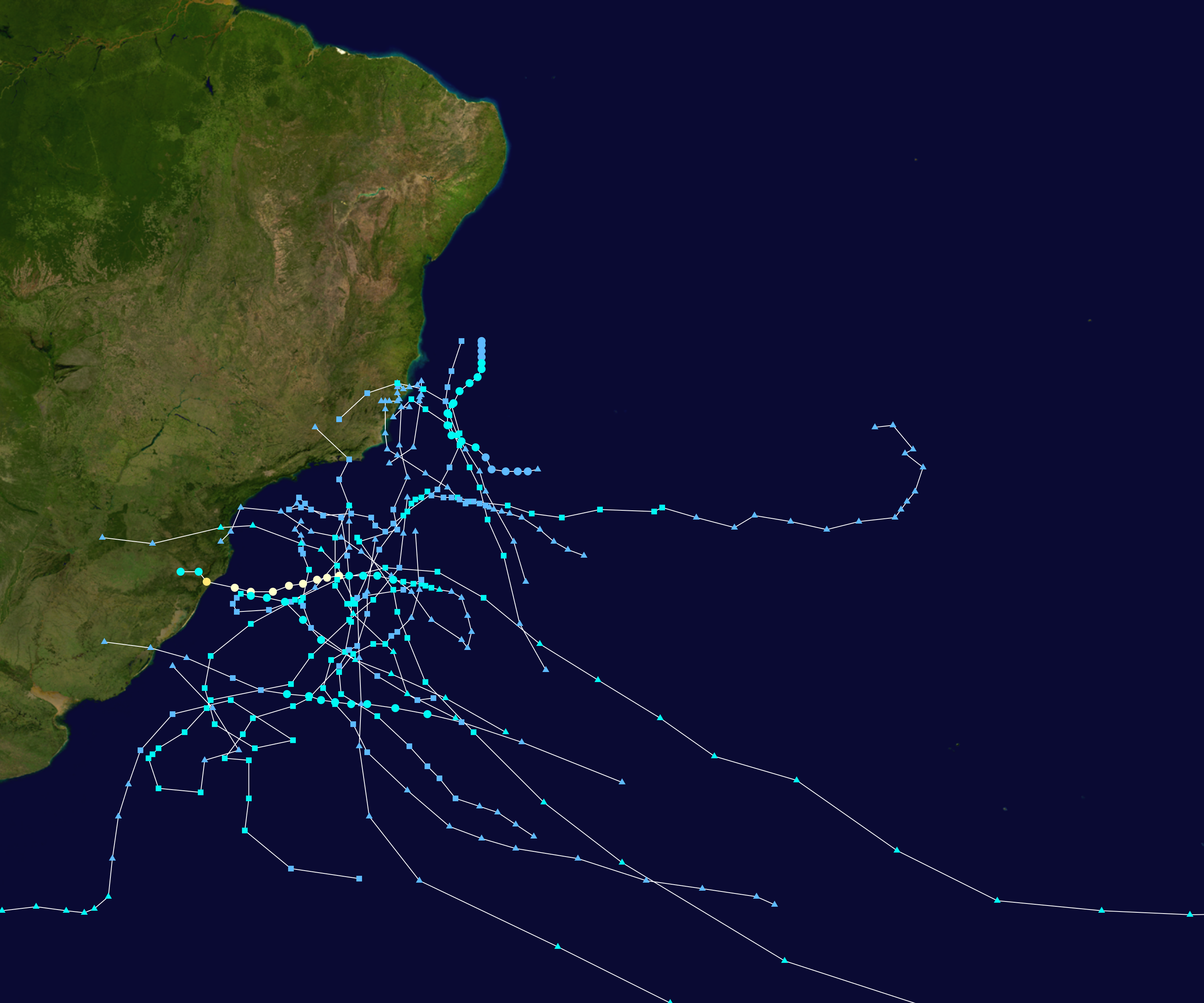
Trajectoire des rares cyclones tropicaux et subtropicaux près de la côte sud-atlantique de l'Amérique du Sud de 2004 à 2021.

Les zones suivantes produisent très rarement des cyclones tropicaux :
- l'Atlantique Sud : des eaux moins chaudes (courant de Benguela), l'absence d'une zone de convergence inter-tropicale et la présence de cisaillement vertical du vent contribuent à rendre très difficile le développement de cyclones tropicaux dans cette région. On y a toutefois observé deux cyclones tropicaux : en 1991, une faible tempête tropicale au large de l'Afrique (qui a touché l'île Sainte-Hélène) et le cyclone Catarina (parfois aussi appelé Aldonça), qui frappa la côte brésilienne en 2004 ;
- le centre du Pacifique Nord : le cisaillement dans cette zone limite grandement les chances de développement de cyclones tropicaux. Toutefois, cette région est souvent fréquentée par des cyclones nés dans le bassin beaucoup plus favorable de l'est du Pacifique Nord ;
- la Méditerranée : des tempêtes qui semblent apparentées par leur structure à des cyclones tropicaux ou subtropicaux se produisent parfois dans le bassin méditerranéen. Ces cyclones subtropicaux méditerranéens, aussi appelées Medicanes, ont été signalées entre autres en septembre 1947, septembre 1969, janvier 1982, septembre 1983, janvier 1995 et novembre 2011. La nature de ces tempêtes reste matière à débats ;
- Grands Lacs (Amérique du Nord) : bien que très au nord, la grande superficie de ces lacs peut devenir un terrain propice au développement convectif intense quand leur température est à son maximum et que de l'air très froid d'altitude y passe en automne. Une tempête en 1996 (voir Cyclone de 1996 sur le Lac Huron) sur le Lac Huron avait des caractéristiques similaires à celles d'un cyclone tropical ou subtropical, dont un œil au centre durant un temps bref[25] ;
- le Pacifique Sud : sans être une région à fort risque, le Pacifique Sud à l'est du méridien 180 n'est pas épargné par les perturbations de ce type. Entre 1831 et 1998, au moins 30 cyclones (vent moyen égal ou supérieur à 118 km/h) et environ 22 tempêtes tropicales (90 km/h < vent moyen < 118 km/h) ont affecté les Îles Cook et la Polynésie française dont 16 cyclones et 4 tempêtes entre 1981 et 1991. Ces nombres sont probablement sous-estimés en raison de données inexistantes ou incomplètes jusqu'en 1940. Le cyclone de 1906 qui frappa Anaa dans l'archipel des Tuamotu emporta, par submersion de l'atoll par la houle, environ une centaine (de 95 à 130 selon les rapports) de ses habitants en mer[26]. Cet inventaire ne prend pas en compte des phénomènes ayant pris naissance à l'est du 180e qui ont évolué vers l'ouest, épargnant la Polynésie française.

### Saisonnalité

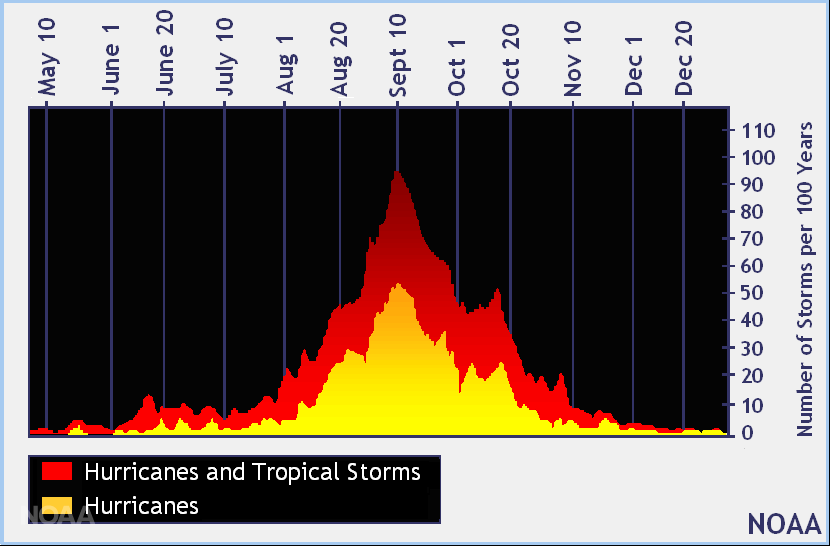
Graphique montrant la distribution temporelle des systèmes dans l'Atlantique nord.

Sur l'ensemble du globe, la fréquence des cyclones tropicaux atteint son maximum vers la fin de l'été, lorsque l'eau est la plus chaude. Chaque bassin a toutefois ses propres caractéristiques saisonnières :
- dans l'Atlantique nord, une saison des ouragans bien démarquée commence au début juin et se termine fin novembre, avec une forte poussée au début de septembre[27] ;
- le nord-est du Pacifique a une période d'activité plus large mais similaire à celle de l'Atlantique ;
- le nord-ouest du Pacifique produit des cyclones tropicaux toute l'année, avec un minimum en février et une pointe au début de septembre ;
- dans le bassin du nord de l'océan Indien, les cyclones sont plus fréquents d'avril à décembre, avec des pointes en mai et en novembre ;
- dans l'hémisphère sud, la formation de cyclones tropicaux commence à la fin octobre et se termine en mai. Les pointes surviennent en mi-février et début mars.

Voici un tableau récapitulatif qui donne les moyennes d'événements annuels par zone, classées par ordre de fréquence décroissante :
| Bassin                              | Début   | Fin      | Tempêtes tropicales (> 34 nœuds) | Cyclones tropicaux (> 63 nœuds) | Catégorie 3+ (> 95 nœuds) |
| ----------------------------------- | ------- | -------- | -------------------------------- | ------------------------------- | ------------------------- |
| Nord-ouest du Pacifique             | Avril   | Janvier  | 26,7                             | 16,9                            | 8,5                       |
| Sud de l'océan Indien               | Octobre | Mai      | 20,6                             | 10,3                            | 4,3                       |
| Nord-est du Pacifique               | Mai     | Novembre | 16,3                             | 9,0                             | 4,1                       |
| Nord-Atlantique                     | Juin    | Novembre | 10,6                             | 5,9                             | 2,0                       |
| Australie et sud-ouest du Pacifique | Octobre | Mai      | 10,6                             | 4,8                             | 1,9                       |
| Nord de l'océan Indien              | Avril   | Décembre | 5,4                              | 2,2                             | 0,4                       |

## Formation et développement
L'importance de la condensation comme source principale d'énergie différencie les cyclones tropicaux des autres phénomènes météorologiques, comme les dépressions des latitudes moyennes qui puisent leur énergie plutôt dans les gradients de température préexistants dans l'atmosphère. Pour conserver la source d'énergie de sa machine thermodynamique, un cyclone tropical doit demeurer au-dessus de l'eau chaude qui lui apporte l'humidité atmosphérique nécessaire. Les forts vents et la pression atmosphérique réduite au sein du cyclone stimulent l'évaporation, ce qui entretient le phénomène.
La formation des cyclones tropicaux est toujours un sujet de recherche scientifique intense et n'est pas encore complètement comprise. En général, la formation d'un cyclone tropical requiert cinq facteurs, :
- la température de la mer doit dépasser 26,5 °C jusqu'à une profondeur d'au moins 60 m, avec une température des eaux de surface atteignant ou dépassant 28 à 29 °C. L'eau chaude est la source d'énergie des cyclones tropicaux. Lorsque ces tempêtes se déplacent sur l'intérieur des terres ou sur des eaux plus froides, elles faiblissent rapidement ;
- les conditions doivent être favorables à la formation d'orages. La température atmosphérique doit diminuer rapidement avec l'altitude et la troposphère moyenne doit être relativement humide ;
- une perturbation atmosphérique préexistante. Le mouvement vertical ascendant au sein de la perturbation aide à l'amorçage du cyclone tropical. Un type de perturbation atmosphérique relativement faible, sans rotation, appelé onde tropicale sert généralement de point de départ à la formation des cyclones tropicaux ;
- une distance de plus de 10 ° de l'équateur. La force de Coriolis amorce la rotation du cyclone et contribue à son maintien. Dans les environs de l'équateur, la composante horizontale de la force de Coriolis est quasi nulle (nulle à l'équateur), ce qui interdit le développement de cyclones ;
- absence de cisaillement vertical du vent (un changement de force ou de direction du vent avec l'altitude). Trop de cisaillement endommage ou détruit la structure verticale d'un cyclone tropical, ce qui empêche ou nuit à son développement.

À l'occasion, un cyclone tropical peut se former en dehors de ces conditions. En 2001, le typhon Vamei s'est formé à seulement 1,5° au nord de l'équateur, à partir d'une perturbation préexistante et des conditions atmosphériques relativement fraîches reliées à la mousson. On estime que les facteurs qui ont mené à la formation de ce typhon ne se répètent que tous les 400 ans. Il est également arrivé que des cyclones se soient développés avec des températures de surface de la mer à 25 ° ou moins (comme l'ouragan Vince en 2005).
Quand un cyclone tropical de l'Atlantique atteint les latitudes moyennes et prend sa course vers l'est, il peut se ré-intensifier sous la forme d'une dépression de type barocline (aussi appelée frontale). De telles dépressions des latitudes moyennes sont parfois violentes et peuvent à l'occasion conserver des vents de force d'ouragan lorsqu'elles atteignent l'Europe.

### Structure

« Anatomie » d'un cyclone tropical : bandes de pluie concentriques, l'œil et son mur. Les flèches montrent le mouvement de l'air et des nuages.

Un cyclone tropical intense comprend les éléments suivants :
- une dépression : tous les cyclones tropicaux sont en rotation autour d'une zone de basse pression atmosphérique à la surface de la Terre. Les pressions mesurées au centre des cyclones tropicaux sont parmi les plus basses que l'on puisse mesurer au niveau de la mer ;
- une couverture nuageuse centrale dense : une zone concentrée d'orages et de bandes de pluie entourant la dépression centrale. Les cyclones tropicaux avec une couverture centrale symétrique ont tendance à être intenses et à bien se développer ;
- un œil : le système développe en son centre une zone de subsidence (mouvement descendant). Les conditions dans l'œil sont normalement calmes et sans nuages, bien que la mer puisse être extrêmement agitée. L'œil est l'endroit le plus froid du cyclone à la surface, mais le plus chaud en altitude. Il est habituellement de forme circulaire et son diamètre varie de 8 à 200 km. Dans les cyclones de moindre intensité, la couverture nuageuse centrale dense occupe le centre du cyclone et il n'y a pas d'œil ;
- un mur de l'œil : il s'agit d'une bande circulaire de convection atmosphérique et de vents intenses sur la bordure immédiate de l'œil. On y retrouve les conditions les plus violentes dans un cyclone tropical. Dans les cyclones les plus intenses, on observe un cycle de remplacement du mur de l'œil, en vertu duquel des murs concentriques se forment et remplacent le mur de l'œil. Le mécanisme à l'origine de ce phénomène est encore mal compris ;
- écoulement divergent : dans les niveaux supérieurs d'un cyclone tropical, les vents s'éloignent du centre de rotation et manifestent une rotation anticyclonique. Les vents de surface sont fortement cycloniques, mais faiblissent avec l'altitude et changent de direction de rotation près du sommet de la tempête. C'est une caractéristique unique des cyclones tropicaux.

Le dégagement de chaleur latente dans les niveaux supérieurs de la tempête élève la température à l'intérieur du cyclone de 15 à 20 °C au-dessus de la température ambiante dans la troposphère à l'extérieur du cyclone. Pour cette raison, les cyclones tropicaux sont des tempêtes à « noyau chaud ». Toutefois, ce noyau chaud n'est présent qu'en altitude — la zone touchée par le cyclone à la surface est habituellement plus froide de quelques degrés par rapport à la normale, en raison des nuages et des précipitations.

### Énergie

Indice de l'énergie cumulative annuelle depuis 1851 dans l'Atlantique nord.

Il existe plusieurs façons de mesurer l'intensité d'un système tropical, parmi lesquelles la technique de Dvorak, qui est une façon d'estimer la pression centrale et les vents d'un cyclone à partir de son organisation sur les photos satellitaires et de la température des sommets des nuages. Les météorologues utilisent aussi la mesure directe par reconnaissance aérienne, ou évaluent, a posteriori, les effets dévastateurs sur les zones traversées. Le National Weather Service américain estime que la puissance réelle d'un système tropical se situe entre 2,2 × 1012 et 1,6 × 1018 W, mais ce calcul utilise plusieurs approximations sur les paramètres météorologiques. Le NWS a donc développé une méthode rapide pour estimer l'énergie totale dégagée dans un tel système en tenant compte de la vitesse des vents, estimée ou notée, ainsi que la durée de vie du cyclone : l'indice d’Énergie cumulative des cyclones tropicaux (Accumulated cyclone energy ou ACE en anglais).
Cet indice utilise le vent maximum soutenu —{\displaystyle v_{\mathrm {max} }} —, sans la rafale, comme approximation de l'énergie cinétique. On calcule l'indice en utilisant le carré de {\displaystyle v_{\mathrm {max} }} dans le cyclone, noté ou estimé, pour chaque période de six heures durant la durée de vie du système. On divise le tout par 104 pour réduire le chiffre à une valeur raisonnable,.
L'équation est donc :
{\displaystyle IECCT\left(ou\ ACE\right)=\sum _{i=1}^{n}{\frac {v_{\mathrm {max_{i}} }^{2}}{10^{4}}}\qquad {\begin{cases}v_{max_{i}}\mathrm {\ en\ {\text{nœuds}}\ durant\ la\ p{\acute {e}}riode} \ i\mathrm {\ de\ six\ heures} \\n\mathrm {\ est\ le\ nombre\ de\ p{\acute {e}}riodes\ de\ six\ heures\ que\ dure\ le\ cyclone} \end{cases}}}
Comme l'énergie cinétique est {\displaystyle {(\mathrm {Masse} \times v_{\mathrm {max} }^{2})}/2}, cet indice est proportionnel à l'énergie développée par le système en prenant comme hypothèse que la masse par unité de volume des systèmes est identique mais il ne tient pas compte de la masse totale de ceux-ci. Ainsi, l'indice peut comparer des systèmes de dimensions semblables, mais pourra sous-estimer un système ayant des vents moins violents tout en ayant un plus large diamètre. Un sous-indice est celui du Potentiel de destruction d'ouragan, qui est le calcul de l'indice cumulatif, mais seulement durant la période durant laquelle le système tropical est de niveau cyclone tropical/ouragan/typhon. Dans le graphique à droite, on peut voir la variation de l'indice d'énergie cumulative pour les systèmes dans l'Atlantique nord en noir et la moyenne annuelle de cette énergie par système en brun. On remarque la très grande variabilité de ces valeurs annuellement, mais que la moyenne par système suit la même tendance que le total annuel. Ce dernier était particulièrement élevé au début des années 1950, puis est passé par un creux de 1970 à 1990 et semble en train de remonter depuis ce temps. En revanche, une étude du Center for Ocean-Atmospheric Prediction Studies de l'Université d'État de Floride montre que l'ACE pour l'ensemble des phénomènes cycloniques tropicaux du globe a connu un pic en été 1992 et régresse pour atteindre un minimum historique en été 2009 jamais observé depuis 1979,.

## Observations et prévisions

### Observations

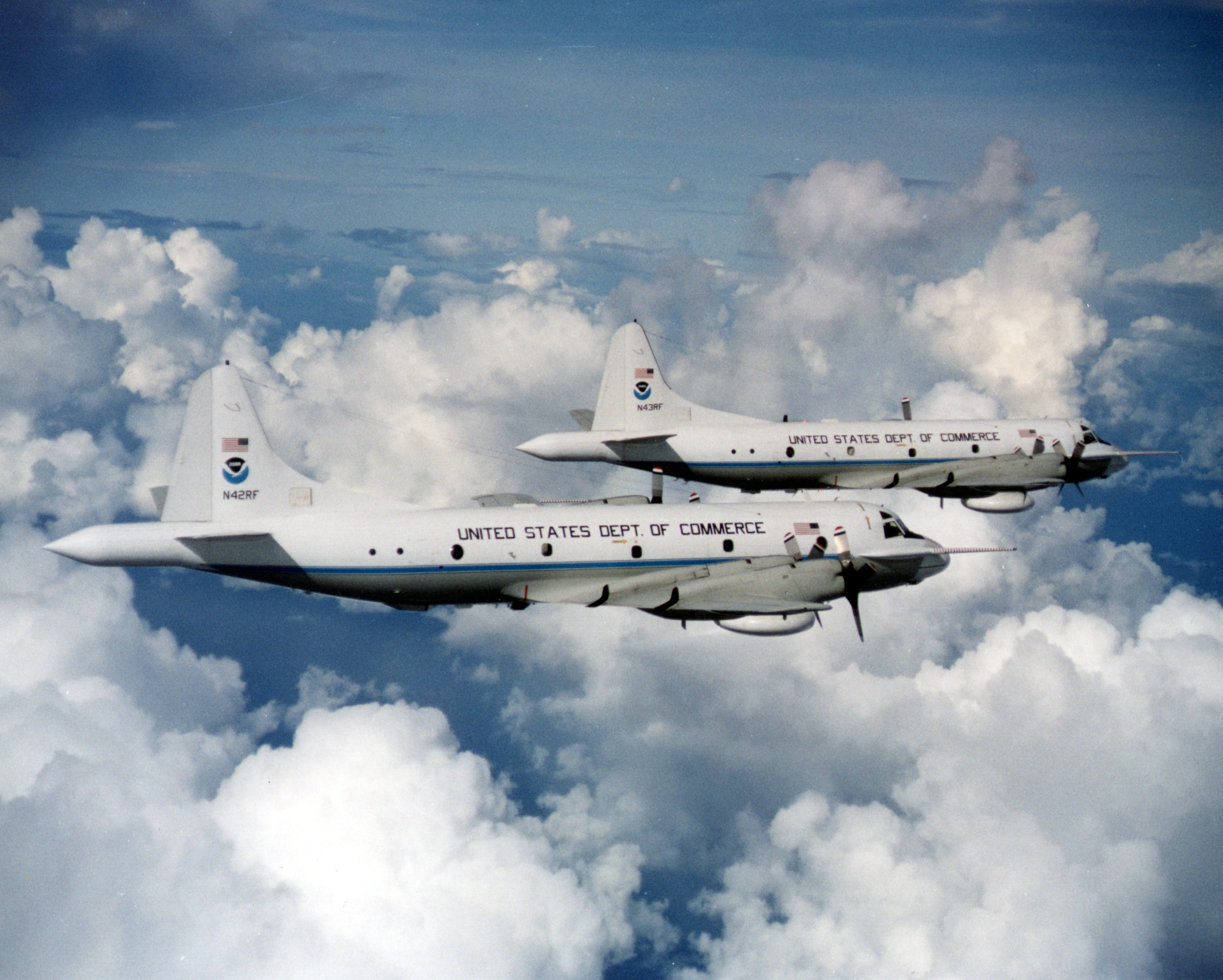
Avions WP-3D Orion de la National Oceanic and Atmospheric Administration des États-Unis : les chasseurs de cyclones.

Les cyclones tropicaux intenses posent un problème particulier quant à leur observation. Comme il s'agit d'un phénomène océanique dangereux, on dispose rarement d'instruments sur le site même du cyclone, sauf lorsque celui-ci passe sur une île ou une zone côtière, ou si un navire infortuné se trouve pris dans la tempête. Même dans ces cas, la prise de mesures en temps réel n'est possible qu'en périphérie du cyclone, où les conditions sont moins catastrophiques. La prise de mesures au sein même du cyclone est toutefois possible par avion. Des avions spécialement équipés, généralement de gros quadrimoteurs turbopropulsés, peuvent voler dans le cyclone, prendre des mesures directement ou à distance, et y lâcher des catasondes.
On peut aussi repérer la pluie associée avec la tempête par radar météorologique lorsqu'elle s'approche relativement près des côtes. Ceci donne des informations sur la structure et l'intensité des précipitations. Les satellites géostationnaires et circumpolaires peuvent obtenir des informations en lumière visible et en infrarouge partout au-dessus du globe. On en tire l'épaisseur des nuages, leur température, leur organisation et la position du système ainsi que la température de surface de la mer. Certains nouveaux satellites à orbite basse sont même équipés de radars.

### Prévisions

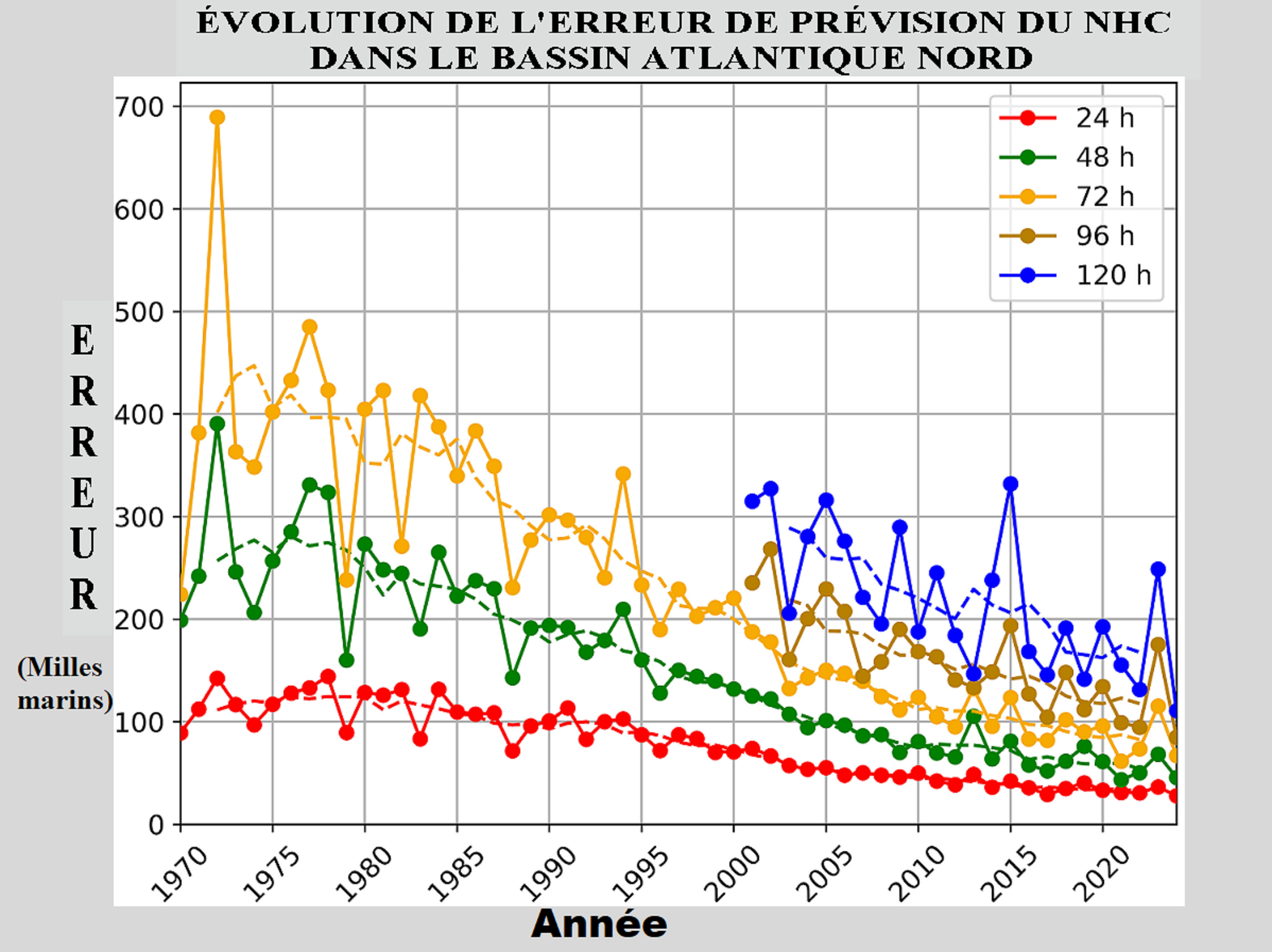
Diminution évidente de l'erreur de position de la trajectoire depuis les années 1970.

Les systèmes tropicaux se situent à la limite inférieure de l'échelle synoptique. Comme les systèmes des latitudes moyennes, ils dépendent donc de la position des crêtes barométriques, anticyclones et des creux environnants, mais la structure verticale des vents et le potentiel de convection y est également critique, comme pour les systèmes de méso-échelle. Les prévisionnistes tropicaux considèrent encore que le meilleur indicateur instantané du déplacement de ces systèmes est encore le vent moyen dans la troposphère où se trouve le cyclone et la trajectoire lissée notée antérieurement. Dans le cas d'un environnement avec beaucoup de cisaillement, l'utilisation du vent moyen de basse altitude, comme celui de 700 hPa à environ 3 000 mètres, est cependant meilleure.
Pour une prévision à plus long terme, des modèles de prévision numérique du temps ont été développés spécialement pour les systèmes tropicaux. En effet, la combinaison d'une circulation en général assez faible dans les Tropiques et une grande dépendance de la convection sur les cyclones tropicaux nécessite une analyse et un traitement à très fine résolution qui ne sont pas présents dans les modèles normaux. De plus, ceux-ci incorporent des paramètres des équations primitives atmosphériques qui sont souvent négligés à plus large échelle. Les données d'observations obtenues par le biais des satellites météorologiques et des chasseurs d'ouragans sont injectées dans ces modèles pour accroître la précision. On voit à droite un graphique de l'évolution de l'erreur sur la position de la trajectoire depuis les années 1970, en milles marins, dans le bassin de l'Atlantique nord sur les prévisions du National Hurricane Center. On remarque qu'à toutes les périodes de prévision, l'amélioration est très importante. Pour ce qui est de l'intensité des systèmes, l'amélioration a été moindre à cause de la complexité de la micro-physique des systèmes tropicaux et des interactions entre les échelles méso et synoptiques.

### Tendances et réchauffement climatique
Le développement de cyclones est un phénomène irrégulier et le début des mesures fiables de la vitesse des vents ne remonte qu'au milieu du XXe siècle. Une étude publiée en 2005 montre une augmentation globale de l'intensité des cyclones entre 1970 et 2004, leur nombre total étant en diminution pendant la même période,,. Selon cette étude, il est possible que cette augmentation d'intensité soit liée au réchauffement climatique, mais la période d'observation est trop courte et le rôle des cyclones dans les flux atmosphériques et océaniques n'est pas suffisamment connu pour que cette relation puisse être établie avec certitude. Une seconde étude, publiée un an plus tard, ne montre pas d'augmentation significative de l'intensité des cyclones depuis 1986,. La quantité d’observations à notre disposition n’est en fait statistiquement pas suffisante.
Ryan Maue, de l'université de Floride, dans un article intitulé « Northern Hemisphere tropical cyclone activity », observe pour sa part une baisse marquée de l'activité cyclonique depuis 2006 dans l'hémisphère nord par rapport aux trente dernières années. Il ajoute que la baisse est probablement plus marquée, les mesures datant de trente ans ne détectant pas les activités les plus faibles, ce que permettent les mesures d'aujourd'hui. Pour Maue, c'est possiblement un plus bas depuis cinquante ans que l'on observe en termes d'activité cyclonique. Christopher Landsea, de la NOAA et un des anciens coauteurs du rapport du GIEC, estime lui aussi que les mesures passées sous-estiment la force des cyclones passés et sur-valorisent la force des cyclones actuels,.
On ne peut donc pas déduire que l'augmentation de spectaculaires ouragans depuis 2005 soit une conséquence directe du réchauffement climatique. Cette augmentation pourrait être due à l’oscillation entre périodes froides et chaudes de la température de surface des bassins océaniques comme l’oscillation atlantique multidécennale. Le cycle chaud de cette variation à lui seul permet de prédire des ouragans plus fréquents pour les années 1995 à 2020 dans l'Atlantique nord. Les simulations informatiques ne permettent également pas dans l'état actuel des connaissances de prévoir d'évolution significative du nombre de cyclones liés à un réchauffement climatique à cause des autres effets mentionnés qui brouillent la signature. Dans la seconde moitié du XXIe siècle, lors de la prochaine période froide de l’Atlantique nord, le réchauffement climatique pourrait donner un signal plus clair.

## Effets

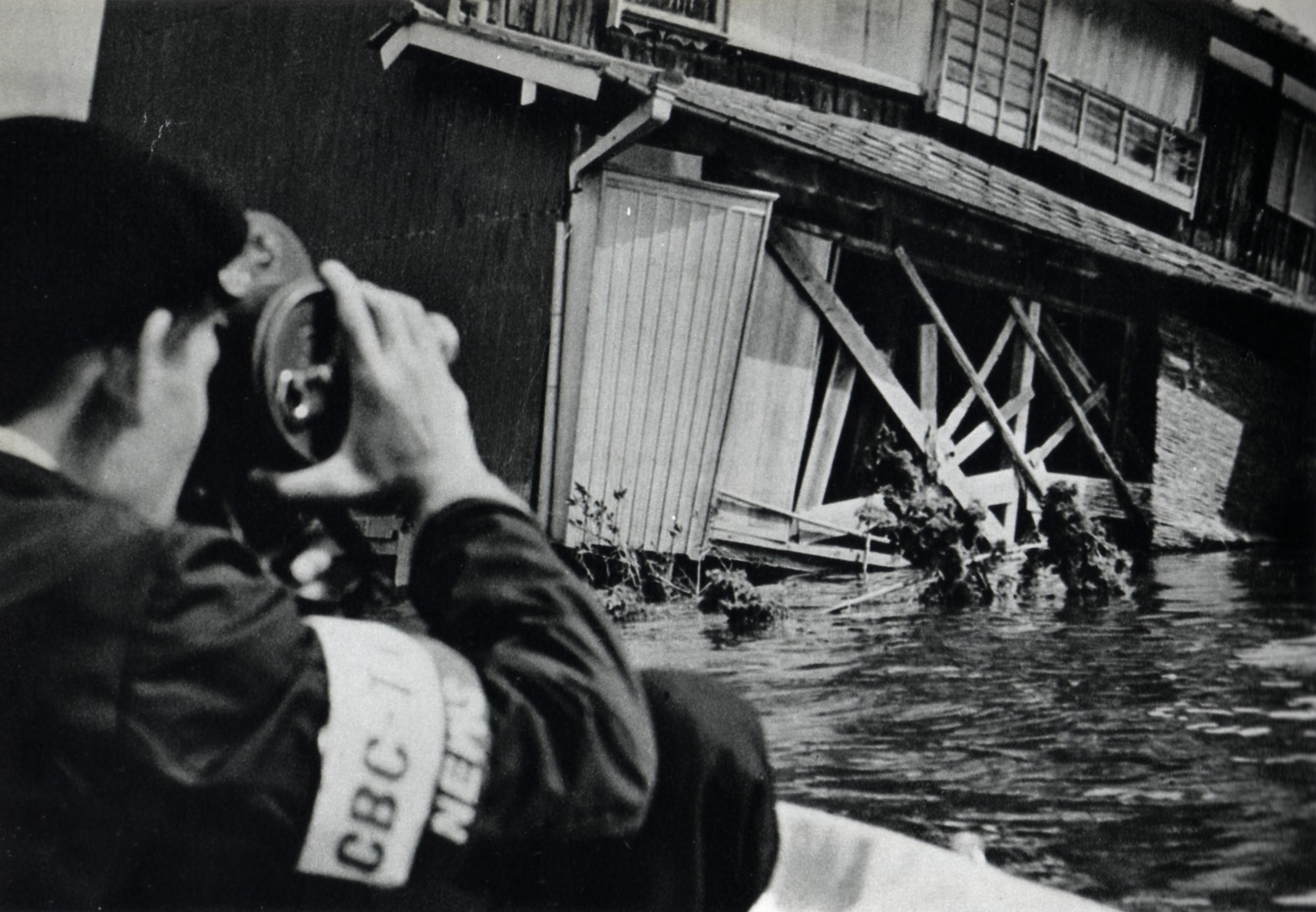
Photographe japonais filmant les dégâts laissés par le typhon Vera en banlieue de Nagoya, Japon, en septembre 1959. Le bilan humain s'éleva à 5098 morts.

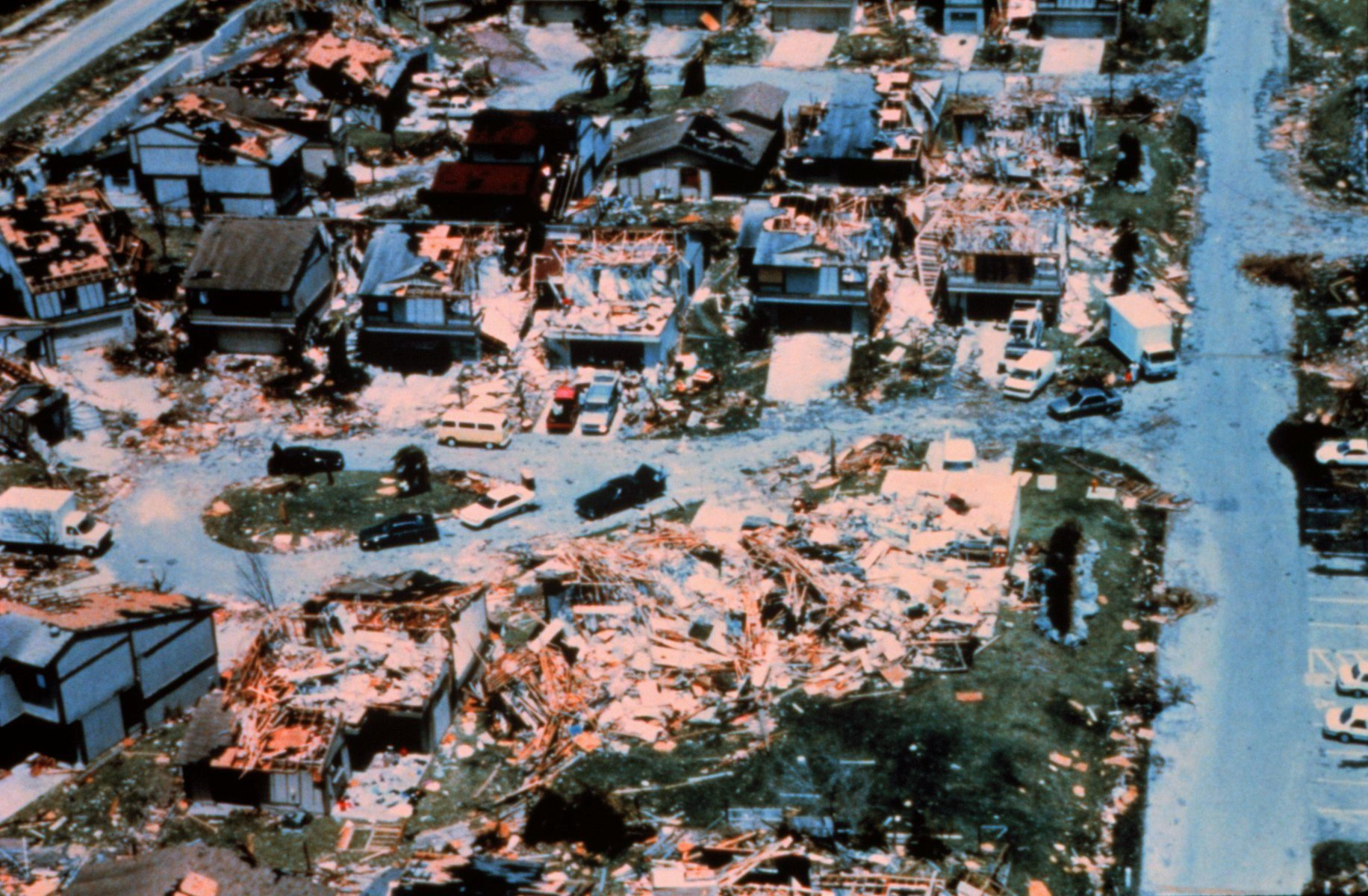
L'après-coup de l'ouragan Andrew (1992), le second cyclone tropical le plus coûteux de l'histoire des États-Unis, après Katrina (2005).

Le relâchement de chaleur latente dans un cyclone tropical mature peut excéder 2 × 1019 joules par jour,. Cela équivaut à faire détoner une bombe thermonucléaire de 10 mégatonnes toutes les 20 minutes ou 200 fois la capacité instantanée de production électrique mondiale. Les cyclones tropicaux au grand large causent de grosses vagues, de la pluie forte et des vents violents, ce qui compromet la sécurité des navires en mer. Toutefois, les effets les plus dévastateurs des cyclones tropicaux se produisent quand ils frappent la côte et entrent dans les terres. Dans ce cas, un cyclone tropical peut causer des dommages de quatre façons :
- vents violents : des vents de force d'ouragan peuvent endommager ou détruire des véhicules, des bâtiments, des ponts, etc. Les vents forts peuvent aussi transformer des débris en projectiles, ce qui rend l'environnement extérieur encore plus dangereux ;
- onde de tempête : les tempêtes de vent, y compris les cyclones tropicaux, peuvent causer une montée du niveau de la mer et des inondations dans les zones côtières ;
- houle cyclonique : les cyclones tropicaux génèrent de fortes houles avant leur arrivée. Ce phénomène est source de dégâts, surtout dans les baies ou les plaines littorales, les vagues pouvant atteindre une vingtaine de mètres de haut[52]. Le cyclone peut avoir une trajectoire parallèle à la côte, sans jamais l'affecter directement, mais comme la houle se propage latéralement, elle va donner une grosse mer à une grande distance. Ainsi, il arrive souvent que des noyades soient rapportées sur les côtes lors du passage d'un cyclone au large à cause des vagues et de la création d'un courant d'arrachement.
- pluie forte : les orages et les fortes pluies provoquent la formation de torrents, emportant les routes et provoquant des glissements de terrain ;
- tornades : les orages imbriqués dans le cyclone donnent souvent naissance à des tornades. Bien que ces tornades soient normalement moins intenses que celles d'origine non-tropicale, elles peuvent encore provoquer d'importants dommages. Elles se produisent surtout à la bordure externe du système après son entrée sur les terres, là où le cisaillement des vents est important à cause de la friction[53],[54],[55],[56]. Parmi ces tornades, les cyclones tropicaux sont particulièrement susceptibles de donner le phénomène rare des tornades anticycloniques puisque la rotation est induite à très bas niveau par le relief.

Les effets secondaires d'un cyclone tropical sont souvent aussi destructeurs, notamment les épidémies. Le milieu humide et chaud dans les jours qui suivent le passage du cyclone, conjugué à la destruction des infrastructures sanitaires, augmente le risque de propagation d'épidémies, qui peuvent tuer longtemps après le passage du cyclone. À ce problème peut s'ajouter celui des pannes de courant : les cyclones tropicaux causent souvent de lourds dommages aux installations électriques, privant de courant la population, coupant les communications et nuisant aux moyens de secours et d'intervention. Cela rejoint le problème des transports, puisque les cyclones tropicaux détruisent souvent des ponts, viaducs et routes, ralentissant considérablement le transport de vivres, de médicaments et de matériel de secours vers les zones sinistrées. Paradoxalement, le passage meurtrier et destructeur d’un cyclone tropical peut avoir des effets positifs ponctuels sur l’économie des régions touchées et du pays en général, ou plutôt sur son PIB dans certains secteurs comme la construction. Par exemple, en octobre 2004, après une saison cyclonique particulièrement intense dans l'Atlantique, 71 000 emplois ont été créés dans le bâtiment pour réparer les dégâts subis, notamment en Floride.
Un cyclone peut aussi avoir des effets durables sur la population ; un exemple rendu célèbre par Oliver Sacks est le cyclone Lengkieki, qui a dévasté l'atoll de Pingelap, aux États fédérés de Micronésie, vers 1775. Le typhon et la famine qui a suivi n'ont fait qu'une vingtaine de survivants, dont l'un était porteur d'un gène de l'achromatopsie, maladie génétique dont les principaux symptômes sont une absence totale de vision des couleurs, une acuité visuelle très réduite et une forte photophobie. Quelques générations plus tard, entre 8 et 10 % de la population est atteinte d'achromatopsie et environ 30 % des habitants de l'atoll sont porteurs sains du gène.

## Protection et prévention

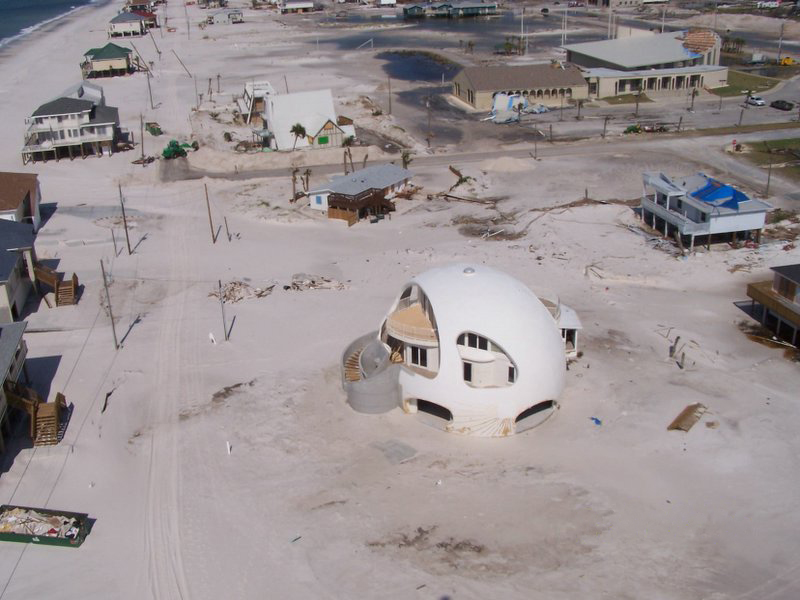
Maison conçue pour résister aux cyclones (ici après l'ouragan Dennis de 2005).

On ne peut totalement se protéger des effets des cyclones tropicaux. Cependant, en zone à risque, un aménagement adapté et prudent du territoire peut permettre de limiter les dégâts humains et matériels dus aux vents, aux précipitations et aux inondations. Une architecture offrant moins de prise au vent, l'absence de construction en zones humides, des réseaux électriques enterrés et isolés de l'eau, le maintien ou la restauration de zones humides tampons et de mangroves et forêts littorales, la préparation des populations, des antennes et éoliennes qu'on peut « coucher » le temps de la tempête, etc. peuvent y contribuer. En 2008, la FAO a par exemple estimé que si la mangrove du delta de l'Irrawaddy (Birmanie), existant avant 1975 (plus de 100 000 hectares), avait été conservée, les conséquences du cyclone Nargis auraient été au moins deux fois moindres.

### Dissipation artificielle
En raison du coût économique considérable provoqué par les cyclones tropicaux, l’homme cherche par tous les moyens à en prévenir l’apparition. Dans les années 1960 et 1970, sous l’égide du gouvernement américain, dans le cadre du projet « Stormfury », on a tenté de procéder à l’ensemencement des tempêtes tropicales avec de l’iodure d'argent,. Grâce à une structure cristalline proche de celle de la glace, l'iodure joue le rôle d'agent de nucléation des gouttelettes d'eau qui transformeront la vapeur d'eau en pluie. Le refroidissement créé, pensait-on, pourrait provoquer l’effondrement de l’œil du cyclone et réduire les vents violents. Le projet a été abandonné après qu’on se fut rendu compte que l’œil se reforme naturellement dans les cyclones de forte intensité et que l’ensemencement a des effets trop réduits pour être réellement efficace. De plus, des études subséquentes ont montré que l'ensemencement avait peu de chances d'augmenter la quantité de pluie, car la quantité de gouttelettes en surfusion dans un système tropical est trop bas comparativement à des orages violents des latitudes moyennes.
D’autres approches ont été envisagées comme le remorquage d’icebergs dans les zones tropicales pour refroidir l’eau en deçà du point critique, le déversement dans les eaux océaniques de substances qui empêchent l’évaporation ou même le pompage des eaux plus froides venant du fond. Le « projet Cirrus » envisageait de jeter de la glace sèche sur le cyclone et certains ont même suggéré de faire exploser des bombes atomiques dans les cyclones. Toutes ces approches souffrent d’un défaut majeur : un cyclone tropical est un phénomène thermique trop massif pour être contenu par les trop faibles techniques physico-chimiques disponibles. En effet, il s'étend sur plusieurs centaines de kilomètres de diamètre et la chaleur libérée toutes les vingt minutes correspond à l'explosion d'une bombe nucléaire de 10 mégatonnes pour un ouragan moyen. Même la surface parcourue par un œil moyen de 30 km de diamètre couvre des dizaines de milliers de kilomètres carrés en 24 heures, et modifier la température de la mer le long de cette surface serait déjà un projet colossal qui nécessiterait en plus une connaissance parfaite de sa trajectoire.

## Cyclones notables
Il n'y a guère de données écrites antérieures au XIXe siècle sur le continent américain concernant spécifiquement des données météorologiques. En Extrême-Orient, les données sont beaucoup plus anciennes et complètes. Il existe par exemple, un registre des typhons qui se sont produits sur les Philippines entre 1348 et 1934. Il existe cependant des méthodes scientifiques permettant d'identifier et de dater des événements anciens, constituant une paléotempestologie, terme créé en 1996 par Kerry Emanuel. Ce sont en particulier l'étude des sédiments des lacs côtiers montrant la présence de sable marin, la relative pauvreté en oxygène 18, un isotope lourd, qu'on peut retrouver dans les cernes des arbres ou dans les concrétions des grottes.

### Cyclones historiques
Avant le XXe siècle, comme mentionné antérieurement, il n'y avait pas de façon systématique de nommer les cyclones, ouragans et typhons, mais certains sont quand même passés à l'Histoire. La plupart des pays dans les zones affectées ont suivi la tradition lancée par les Américains et les Australiens depuis ce temps. L’Organisation météorologique mondiale, lors de la rencontre annuelle du comité de surveillance des cyclones tropicaux en mars ou avril, décide des listes de noms potentiels pour les cyclones tropicaux. Les pays affectés par des cyclones particulièrement intenses et ayant causé de forts dommages peuvent proposer de retirer le nom de ceux-ci des listes futures, ce qui les fait aussi passer à l'Histoire.

#### Océan Atlantique
Parmi les ouragans célèbres, dont le nom a été retiré ou non, de l'Atlantique nord, on note :
| Rang | Ouragan                     | Saison | Coût (2010) (milliards de $US) |
| ---- | --------------------------- | ------ | ------------------------------ |
| 1    | Ouragan de Miami de 1926    | 1926   | 164,8                          |
| 2    | Katrina                     | 2005   | 113,4                          |
| 3    | Galveston                   | 1900   | 104,3                          |
| 4    | Second ouragan de Galveston | 1915   | 71,3                           |
| 5    | Andrew                      | 1992   | 58,5                           |
| 6    | Nouvelle-Angleterre         | 1938   | 41,1                           |
| 7    | Cuba–Floride                | 1944   | 40,6                           |
| 8    | Okeechobee                  | 1928   | 35,2                           |
| 9    | Ike                         | 2008   | 29,5                           |
| 10   | Donna                       | 1960   | 28,1                           |

| Rang | Ouragan                | Saison | Morts           |
| ---- | ---------------------- | ------ | --------------- |
| 1    | Grand ouragan          | 1780   | 22 000 – 27 500 |
| 2    | Mitch                  | 1998   | 11 000 – 18 000 |
| 3    | Ouragan de Galveston   | 1900   | 8 000 – 12 000  |
| 4    | Fifi-Orlene            | 1974   | 8 000 – 10 000  |
| 5    | République dominicaine | 1930   | 2 000 – 8 000   |
| 6    | Flora                  | 1963   | 7 186 – 8 000   |
| 7    | Pointe-à-Pitre         | 1776   | 6 000+          |
| 8    | Ouragan de Terre-Neuve | 1775   | 4 000 – 4 163   |
| 9    | Ouragan Okeechobee     | 1928   | 4 075+          |
| 10   | Ouragan San Ciriaco    | 1899   | 3 433+          |

| Rang | Ouragan                            | Saison | Pression (hPa) |
| ---- | ---------------------------------- | ------ | -------------- |
| 1    | Wilma                              | 2005   | 882            |
| 2    | Gilbert                            | 1988   | 888            |
| 3    | Ouragan de la Fête du travail 1935 | 1935   | 892            |
| 4    | Rita                               | 2005   | 895            |
| 5    | Allen                              | 1980   | 899            |
| 6    | Katrina                            | 2005   | 902            |
| 7    | Camille                            | 1969   | 905            |
| 7    | Mitch                              | 1998   | 905            |
| 7    | Dean                               | 2007   | 905            |
| 10   | Maria                              | 2017   | 908            |

D'autres ouragans célèbres :

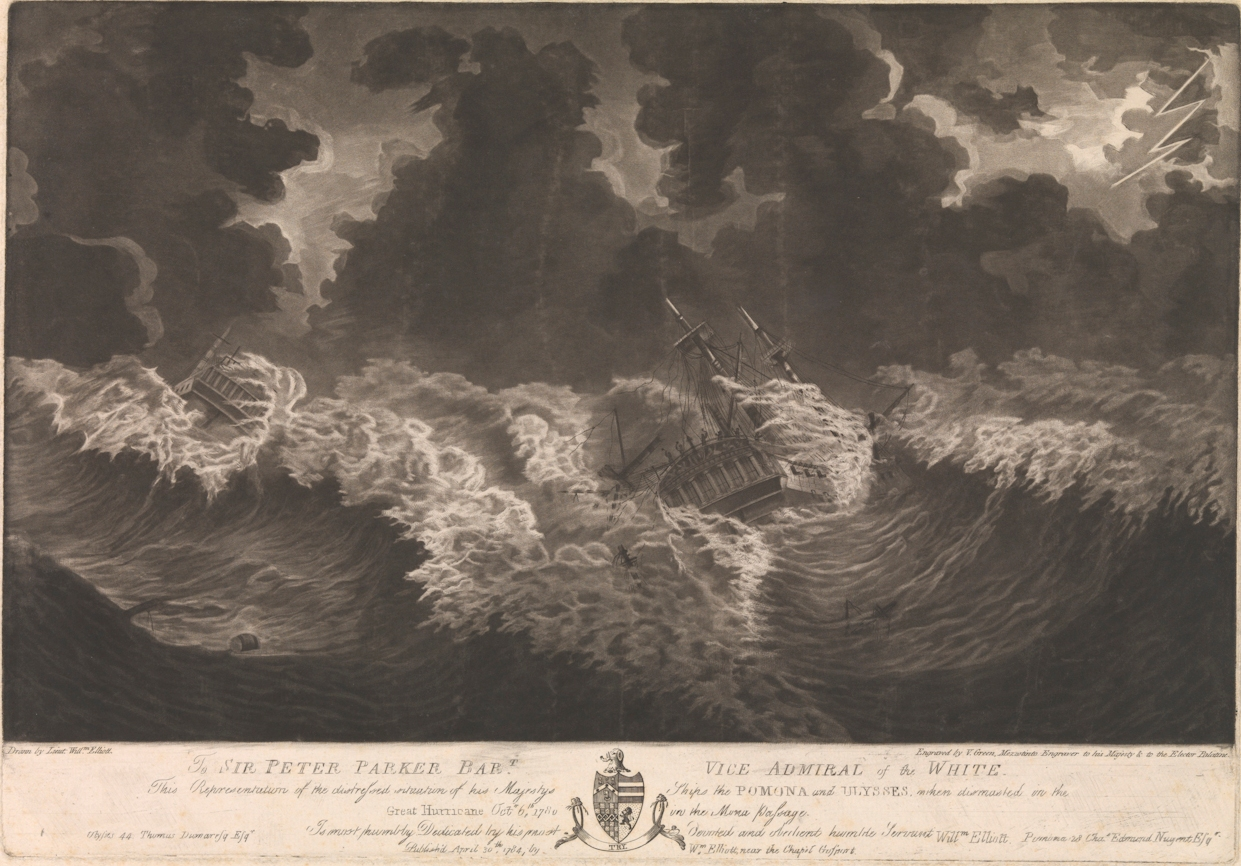
Deux vaisseaux anglais en perdition dans le canal de la Mona lors du grand ouragan de 1780.

- Liste des noms retirés d'ouragans dont :
  - David, en 1979 sur l'île de la Martinique et sur la Dominique ;
  - Hugo, en 1989, un des plus puissants ouragans à frapper les Antilles et la Caroline du Sud ;
  - Luis, en 1995 qui a frappé les îles françaises de Saint-Martin et de Saint-Barthélemy ;
  - Floyd, en 1999, le long des côtes américaines, avec un fort impact en Caroline du Nord ;
  - Gustav, en 2008 qui a frappé Cuba et La Nouvelle-Orléans ;
  - Sandy, en 2012 qui a frappé New York.

#### Océan Pacifique
| Nom              | Catégorie | Pression hPa (mbar) | Année |
| ---------------- | --------- | ------------------- | ----- |
| Ouragan Patricia | 5         | 879                 | 2015  |
| Ouragan Ioke     | 5         | 920                 | 2006  |
| Cyclone Ingrid   | 4         | 924                 | 2005  |
| Cyclone Larry    | 5         | 915                 | 2006  |
| Cyclone Erica    | 4         | 915                 | 2003  |
| Cyclone Heta     | 5         | 915                 | 2003  |

| Rang                                                                                  | Nom           | Pression hPa (mbar) | Année |
| ------------------------------------------------------------------------------------- | ------------- | ------------------- | ----- |
| 1                                                                                     | Typhon Tip    | 870                 | 1979  |
| 2                                                                                     | Typhon Gay    | 872                 | 1992* |
| 2                                                                                     | Typhon Ivan   | 872                 | 1997* |
| 2                                                                                     | Typhon Joan   | 872                 | 1997* |
| 2                                                                                     | Typhoon Keith | 872                 | 1997* |
| 2                                                                                     | Typhon Zeb    | 872                 | 1998* |
| *Pression centrale estimée avec les données des satellites météorologiques seulement. |               |                     |       |

#### Océan Indien

##### Pré-1950
- Cyclone de 1948 sur l'île de La Réunion

##### Années 1950-1990
- cyclone Denise, en janvier 1966 sur l'île de La Réunion, détient le record de pluie en 12 heures[67]
- cyclone de Bhola, en 1970, ayant fait entre 300 000 et 500 000 morts
- cyclone Hyacinthe, en 1980 sur l'île de La Réunion, détient le record de pluie sur 10 et 15 jours[67]
- cyclone Firinga en 1989 sur l'île de La Réunion
- cyclone Gorky  de 1991 qui fit 138 000 victimes au Bangladesh
- cyclone Geralda en 1994 qui cause la mort de 231 personnes à Madagascar
- cyclone d'Orissa de 1999 qui fit 10 000 morts en Inde

##### Années 2000
- Cyclone Leon–Eline (en), en 2000 sur Madagascar et le Mozambique
- Cyclone Dina, en 2002 sur l'île de La Réunion et sur l'Île Maurice
- Cyclone Gafilo, en 2004 sur Madagascar causant la mort d'environ 500 personnes
- Cyclone Gonu, en 2007 sur Oman devenant le plus intense ouragan observé dans la région
- cyclone Sidr de 2007 qui tua plus de 3 000 personnes au Bangladesh
- cyclone Gamède, en 2007 sur l'île de La Réunion
- cyclone Nargis qui frappa la Birmanie en 2008 et tua, selon estimation, au moins 100 000 personnes

##### Années 2010
- Cyclone Chapala (en), en 2015 au Yémen, battant le record du plus intense impact direct pour le pays
- Cyclone Enawo, en 2017 sur Madagascar
- Cyclone Fakir, en 2018 sur l'île de La Réunion, le plus destructeur depuis Dina en 2002
- Cyclone Idai, en mars 2019 au Mozambique causant la mort de plusieurs milliers de personnes
- Cyclone Kenneth, en avril 2019 au Mozambique, Comores et Tanzanie

##### Années 2020
- Cyclone Batsirai, en 2022, sur l'île Maurice, l'île de La Réunion et Madagascar

### Extrêmes mondiaux

#### Intensité
L’Organisation météorologique mondiale (OMM) a homologué début 2010 le record du vent le plus violent jamais observé scientifiquement, hors ceux des tornades, de 408 km/h le 10 avril 1996 à l'île de Barrow (Australie-Occidentale) lors du passage du cyclone Olivia. Le précédent record de 372 km/h observé scientifiquement datait d'avril 1934 au sommet du mont Washington (New Hampshire) aux États-Unis. Cependant, le cyclone Olivia n'est pas considéré lui-même comme le plus violent à avoir affecté la région australienne car ce record ne représente pas l'intensité générale du système.

#### Dimensions

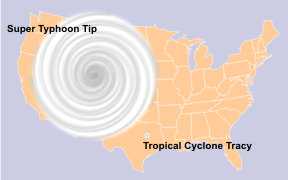
Dimensions relatives entre le typhon Tip et le cyclone Tracy sur une carte des États-Unis.

Le typhon Tip, en octobre 1979, est le cyclone tropical le plus grand avec 2 170 km de diamètre,.
A contrario, l'ouragan Oscar en octobre 2024 est le plus petit cyclone tropical avec 75 km de diamètre,,. Le précédent record du plus petit cyclone tropical est détenu par le cyclone Tracy depuis décembre 1974 avec 96 km de diamètre,.
Ces diamètres représentent la distance intérieure au système où les vents atteignent au moins la force de coups de vent (62 km/h).

#### Ondes de tempête
Les cyclones tropicaux causent des ondes de tempête qui déferlent sur les côtes. Celles-ci dépendent de la force du vent, du gradient de pression vers l'œil du cyclone et du diamètre de la tempête. Plus les vents sont forts, plus la poussée sur l’océan est grande mais des vents plus faibles peuvent être compensés par un plus grand diamètre autour du système où on les retrouve. De plus, le contour du fond marin le long de la côte, en particulier une rapide remontée du fond, va les amplifier.
Parmi les trois ondes les plus hautes jamais rapportées, celle de l’ouragan Katrina de 2005 : le plus large ouragan de catégorie 5 a eu la plus haute onde de tempête des ouragans de l’Atlantique nord avec 8,5 mètres. Vient ensuite l’ouragan Camille de 1969, avec des vents de force identique à ceux de Katrina mais de diamètre plus petit, les météorologues ayant relevé une onde de 7,2 mètres.
Il est possible que de plus importantes ondes aient déferlé avant les prises de mesure modernes mais c'est le cyclone Mahina de 1899 qui est en général reconnu comme celui ayant produit la plus haute onde de tempête mondialement consignée : 14,6 mètres,,. Une étude en 2000 a remis en question ce record en regardant les dépôts marins dans la région concernée et en utilisant un modèle de simulation mathématique pour calculer l'onde de tempête avec les données météorologiques et océanographiques disponibles.

## Dans la culture
La nouvelle « Typhon » de Joseph Conrad a pour sujet l'héroïsme de l'équipage d'un vapeur pris dans un cyclone tropical. À son sujet, le Morning Post du 22 avril 1903 écrit : « 'Typhon' contient la plus étonnante description que nous ayons jamais lue de la fureur déchaînée de la mer lorsqu'elle est tourmentée par une force presque aussi puissante qu'elle-même ».